# Diagonal (revue)
 (avril 2019).
La revue Diagonal  (ISSN 0338-0610) a été fondée en février 1973 par Florence Marot — qui en fut sa première rédactrice en chef —, au sein du Groupe d’étude et de recherche, dirigé par Jacques Michel, une structure appartenant à la Direction de l’aménagement foncier et de l’urbanisme (DAFU) du ministère de l’Aménagement du Territoire, du Logement et du Tourisme. Son rôle initial était de former les agents du ministère à l’élaboration des plans d’occupation des sols, créés par la loi d’orientation foncière de décembre 1967. La revue organisa durant les années 80 des séminaires intitulés Les Rencontres de Diagonal. Sous-titrée d’abord Bulletin de liaison des équipes d’urbanisme, puis en août 1985  Revue bimestrielle des équipes d'urbanisme, la revue s’est adaptée depuis à l’évolution des pratiques en matière d’aménagement, s’ouvrant aux problématiques du développement durable. D’abord bimestrielle, elle parait désormais au rythme de trois numéros par an.
Elle est publiée par la direction générale de l'Aménagement, du Logement et de la Nature au sein du Ministère de la Transition écologique et solidaire et du Ministère de la Cohésion des territoires.
Directeur de publication : Paul Delduc. Rédactrice-en-chef : Virginie Bathellier
Précédents directeurs de publication : Jacques Michel, Georges Cavallier, Jean-Eudes Roullier, Marie-Line Meaux, et Jean-Marc Michel. Précédents rédacteurs-en-chef : Florence Marot, Martine Lehmans-Guias, Jacques Frenais, Marie-Claude Diebold et Jean-Michel Duval.